# Saint-Vincent (Haute-Loire)
Saint-Vincent ist eine französische Gemeinde mit 1.070 Einwohnern (Stand 1. Januar 2022) im Département Haute-Loire in der Region Auvergne-Rhône-Alpes (vor 2016 Auvergne); sie gehört zum Arrondissement Le Puy-en-Velay und zum Kanton Emblavez-et-Meygal.

## Geographie
Saint-Vincent liegt etwa zwölf Kilometer nordnordöstlich von Le Puy-en-Velay in der Landschaft Velay und an der Loire, die die Gemeinde im Osten begrenzt.

### Nachbargemeinden
Umgeben wird Saint-Vincent von den Nachbargemeinden Vorey im Norden, Beaulieu im Osten und Südosten, Lavoûte-sur-Loire im Süden, Saint-Paulien im Westen sowie Saint-Geneys-près-Saint-Paulien im Nordwesten.

## Bevölkerungsentwicklung
| Jahr                       | 1962 | 1968 | 1975 | 1982 | 1990 | 1999 | 2006 | 2017 |
| Einwohner                  | 759  | 709  | 731  | 775  | 806  | 831  | 937  | 1012 |
| Quellen: Cassini und INSEE |      |      |      |      |      |      |      |      |

## Sehenswürdigkeiten
- Kirche Saint-Vincent
- Reste der Burg Ceneuil
- Brücke von Margeaix, 1897–1898 erbaut, Monument historique seit 1994

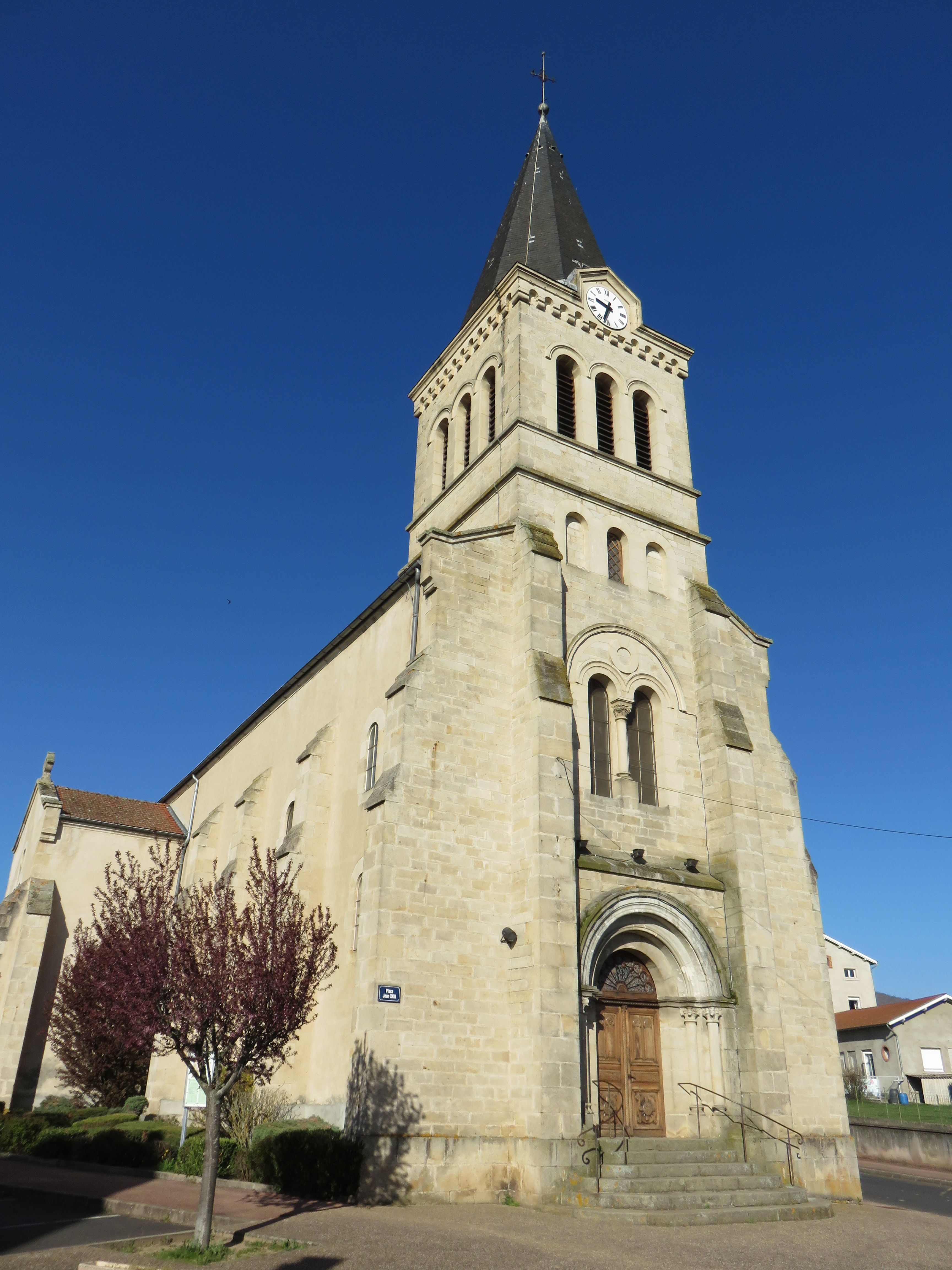
Kirche Saint-Vincent
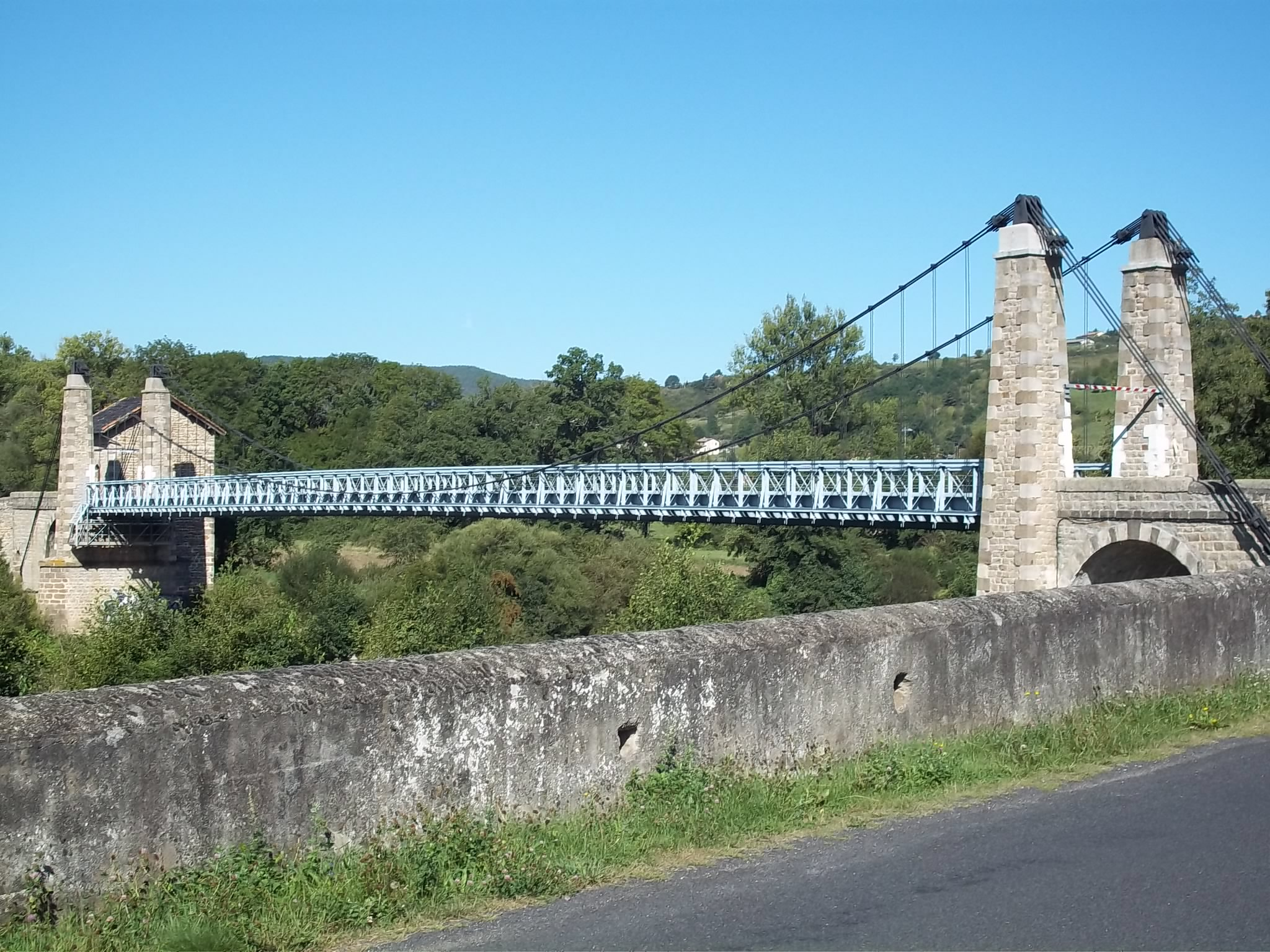
Hängebrücke von Margeaix